# Luis Alonso Sandoval
Luis Alonso "Negro" Sandoval Oliva (ur. 27 września 1981 w Guadalajarze) – meksykański piłkarz występujący na pozycji lewego pomocnika, obecnie zawodnik Atlasu.

## Kariera klubowa
Sandoval pochodzi z miasta Guadalajara i jest wychowankiem tamtejszej drużyny Chivas de Guadalajara. Do treningów seniorskiego zespołu został włączony przez szkoleniowca Daniela Guzmána; w meksykańskiej Primera División zadebiutował 6 października 2002 w zremisowanym 0:0 meczu z Necaxą. Premierowe gole w najwyższej klasie rozgrywkowej strzelił za to 24 września 2003 w wygranej 3:2 konfrontacji z Irapuato, kiedy to dwukrotnie wpisał się na listę strzelców. W wyjściowym składzie zaczął pojawiać się regularnie podczas wiosennego sezonu Clausura 2004, kiedy to prowadzony przez holenderskiego trenera Hansa Westerhofa zespół Chivas wywalczył wicemistrzostwo Meksyku, jednak zaraz potem stracił miejsce w pierwszej ekipie. W 2005 roku zajął ze swoim klubem drugą lokatę w rozgrywkach kwalifikacyjnych do Copa Libertadores – InterLidze.
Latem 2005 Sandoval odszedł do zespołu Jaguares de Chiapas z siedzibą w mieście Tuxtla Gutiérrez. Tam został podstawowym zawodnikiem i prezentował bardzo dobrą formę, która zaowocowała powołaniem do reprezentacji narodowej. Po dwunastu miesiącach spędzonych w Jaguares podpisał kontrakt z Tiburones Rojos de Veracruz, którego barwy reprezentował z kolei przez półtora roku. W styczniu 2008 na zasadzie sześciomiesięcznego wypożyczenia zasilił Tecos UAG ze swojej rodzinnej Guadalajary. W tym klubie występował de facto do grudnia, gdyż w letniej przerwie prawa do jego karty zawodniczej nabył Club Necaxa i wypożyczył go na kolejne pół roku do Tecos. Rok 2009 także w całości spędził na wypożyczeniu – pierwszą połowę w CF Monterrey, natomiast drugą w Monarcas Morelia, w obydwóch klubach grając regularnie, jednak przeważnie wchodząc z ławki rezerwowych.
Wiosną 2010 Sandoval został wypożyczony na rok do jednego z najpopularniejszych zespołów w kraju, Club América z siedzibą w stołecznym mieście Meksyk. Mimo początkowych częstych występów, jesienią grał już sporadycznie i niebawem powrócił do Necaxy, z którą w sezonie 2010/2011 spadł do drugiej ligi. Sam pozostał jednak w najwyższej klasie rozgrywkowej, po raz kolejny na zasadzie wypożyczenia przechodząc do Morelii, gdzie bez większych sukcesów spędził rok. Latem 2012 przeszedł do drużyny Club Atlas z siedzibą w Guadalajarze.
| Sezon     | Klub                        | Kraj   | Rozgrywki        | Mecze | Bramki |
| --------- | --------------------------- | ------ | ---------------- | ----- | ------ |
| 2002/2003 | Chivas de Guadalajara       | Meksyk | Primera División | 1     | 0      |
| 2003/2004 | Chivas de Guadalajara       | Meksyk | Primera División | 23    | 4      |
| 2004/2005 | Chivas de Guadalajara       | Meksyk | Primera División | 0     | 0      |
| 2005/2006 | Jaguares de Chiapas         | Meksyk | Primera División | 32    | 7      |
| 2006/2007 | Tiburones Rojos de Veracruz | Meksyk | Primera División | 33    | 2      |
| 2007/2008 | Tiburones Rojos de Veracruz | Meksyk | Primera División | 8     | 0      |
| 2007/2008 | Tecos UAG                   | Meksyk | Primera División | 16    | 2      |
| 2008/2009 | Tecos UAG                   | Meksyk | Primera División | 19    | 1      |
| 2008/2009 | CF Monterrey                | Meksyk | Primera División | 14    | 1      |
| 2009/2010 | Monarcas Morelia            | Meksyk | Primera División | 17    | 0      |
| 2009/2010 | Club América                | Meksyk | Primera División | 19    | 3      |
| 2010/2011 | Club América                | Meksyk | Primera División | 2     | 0      |
| 2010/2011 | Club Necaxa                 | Meksyk | Primera División | 10    | 0      |
| 2011/2012 | Monarcas Morelia            | Meksyk | Primera División | 34    | 3      |
| 2012/2013 | Club Atlas                  | Meksyk | Primera División |       |        |

## Kariera reprezentacyjna
W seniorskiej reprezentacji Meksyku Sandoval zadebiutował za kadencji argentyńskiego selekcjonera Ricardo Lavolpe, 14 grudnia 2005 w wygranym 2:0 meczu towarzyskim z Węgrami.